# Irmãs da Assunção da Santa Virgem
As Irmãs da Assunção da Santa Virgem são uma congregação religiosa feminina de ensino de direito pontifício.

## Histórico
Por volta de 1850, o padre Jean Harper, pároco de Saint-Grégoire-le-Grand, procurou escolarizar as meninas da paróquia que teve muitas famílias acadianas expulsas durante a deportação de 1755. Para isso, ele apela às comunidades de ensino religioso. Diante da recusa da congregação de Notre-Dame, ele decidiu fundar um instituto religioso e escolheu jovens qualificadas para lecionar. Eles pronunciaram seus votos em 15 de agosto de 1856 diante de Mons. Thomas Cooke, 1 bispo da Diocese de Trois-Rivières, que lhes deu o nome de Irmãs da Assunção da Santa Virgem. Em 1864, Edwige Buisson foi nomeada superiora da congregação.
Em 1872, a casa-mãe foi transferida para Nicolet. Em 1885, a Diocese de Nicolet foi erigida com a apropriação do território da de Trois-Rivières; sendo a congregação de lei diocesana, as irmãs ficaram sob a autoridade dos bispos de Nicolet. O instituto recebeu o decreto de louvor em 12 de junho de 1923 e a aprovação definitiva da Santa Sé em 23 de fevereiro de 1957.

## Atividades e difusão
As irmãs se dedicam ao ensino assim como à formação de futuras professoras.
Estão presentes no Brasil, no Canadá, no Equador, nos Estados Unidos e no Japão.
A casa-mãe (sede) fica em Nicolet.
Em 2017, a congregação contava com 370 irmãs em 28 casas.